# ایزجی (چلیخان)
ایزجی (به ترکی استانبولی: İzci) یک منطقهٔ مسکونی در ترکیه است که در چلیخان واقع شده‌است.